# Clément Grenier
Clément Grenier (pronunție în franceză [klemɑ̃ ɡʁənje]; n. 7 ianuarie 1991) este un fotbalist francez care joacă pentru Racing Santander în La Liga 2. Grenier a reprezentat naționala Franței la toate categoriile de vârstă. Este cunoscut pentru abilitățile sale tehnice, dribling și pentru executarea de lovituri libere. Mai poate juca ca extremă dreapta sau al doilea atacant.

## Legături externe
- Profilul lui Clement Grenier la OLWeb.fr
- fr Statisticile lui  Clément Grenier în campionatul francez pe site-ul LFP
- Clément Grenier pe site-ul FIFA (arhivat)
- Clément Grenier – pe site-ul UEFA
- Clément Grenier la L'Équipe fr